# アドリアノープル条約 (1713年)
アドリアノープル条約（アドリアノープルじょうやく、英語: Treaty of Adrianople）またはエディルネ条約（エディルネじょうやく、英語: Treaty of Edirne）は、1713年6月24日、ロシア・ツァーリ国とオスマン帝国の間で締結された条約。
条約は1710年から1711年までの露土戦争を終わらせたプルト条約を再確認した。

## 概要
バルタジ・メフメト・パシャが署名したプルト条約は初めコンスタンティノープルの宮廷に受け入れられたが、1709年以来オスマン帝国に亡命していたスウェーデン王カール12世主導する主戦派は不満げであり、世論を逆転させてバルタジ・メフメト・パシャの解任をもたらした。
しかしスルタンのアフメト3世はロシアとの戦いを再開しなかった。やがて主戦派をうるさく感じたアフメト3世はカール12世をスウェーデンへ送り返し、ロシアとの和平の障礙がなくなったことで向こう25年間の和平を約束するアドリアノープル条約が締結された。